# Трудолюбівка (Самарівський район)
Трудолю́бівка — село в Україні, в Магдалинівській селищній громаді Самарівського району Дніпропетровської області. Населення за переписом 2001 року становить 40 осіб.

## Географія
Село Трудолюбівка знаходиться на відстані 1,5 км від села Олянівка. По селу протікає пересихаючий струмок з загатою.